# Honorius II (antipape)
Ne doit pas être confondu avec Honorius II.
Honorius II (Pierre Cadalus), né vers 1009 à Vérone, en Italie, et décédé en 1072, était un religieux italien du Moyen Âge, qui fut évêque de Parme, puis antipape de 1061 à 1064.

## Biographie
Après la mort du pape Nicolas II (1059–1061) en juillet 1061, deux groupes différents se réunirent pour élire un nouveau pape. Les cardinaux s'assemblèrent sous la direction de Hildebrand (le futur pape Grégoire VII) et élurent le 30 septembre 1061 Anselmo de Baggio, évêque de Lucques, un des chefs du parti réformiste, qui prit le nom d'Alexandre II (1061–1073). (Voir: Élection pontificale de 1061)
Vingt-huit jours après cette élection, une assemblée d'évêques et de notables germaniques et lombards opposés au mouvement de réforme fut réunie à Bâle par l'impératrice du Saint-Empire Agnès de Poitiers agissant comme régente pour son fils, l'empereur du Saint-Empire Henri IV (1056–1105) ; elle était présidée par le chancelier impérial Wilbert. Ils élurent le 28 octobre 1061, l'évêque de Parme, Pierre Cadalus, qui prit le nom d'Honorius II. 
Avec le soutien de l'impératrice et des nobles, au printemps de 1062, Honorius II marcha vers Rome avec ses troupes pour occuper par la force le trône pontifical. L'évêque d'Alba, Benzo, appuya sa cause comme légat impérial à Rome, et Cadalus s'avança jusqu'à Sutri. Le 14 avril eut lieu à Rome un affrontement bref mais sanglant, où les forces d'Alexandre II eurent le dessous, et l'antipape Honorius II prit possession du territoire de saint Pierre. 
En mai 1062 arriva le duc de Lotharingie Godefroid II de Basse-Lotharingie, qui conduisit les deux rivaux à soumettre l'affaire à la décision de l'empereur. Honorius II se retira à Parme et Alexandre II retourna à son siège de Lucques, pendant que la médiation de Godefroid II était examinée par la cour de Germanie et les conseillers du jeune empereur du Saint-Empire, Henri IV. En Allemagne, pendant ce temps, eut lieu une révolution. Annon II de Cologne, le puissant archevêque de Cologne, s'empara de la régence, et l'impératrice Agnès de Poitiers se retira au couvent à Fructuaria dans le Piémont. L'autorité souveraine en Allemagne passa à Annon, qui était hostile à Honorius II. 
S'étant prononcé contre Pierre Cadalus, le nouveau régent fit nommer au Conseil d'Augsbourg (octobre 1062) un émissaire qui devait être envoyé à Rome pour enquêter sur les accusations de simonie proférées contre Alexandre II. Cet émissaire, Burchard II d'Halberstadt, évêque d'Halberstadt (et neveu d'Annon) ne trouva rien à redire à l'élection d'Alexandre II qui fut reconnu comme le pape légitime, tandis que son rival était excommunié en 1063. 
L'antipape n'en abandonna pas pour autant ses prétentions. Lors d'un contre-synode tenu à Parme, il défia l'excommunication. Ayant rassemblé une force armée il marcha une fois de plus vers Rome, où il s'établit au château Saint-Ange. La guerre entre les papes rivaux dura environ un an. Finalement, Honorius II dut renoncer, s'enfuir de Rome, et revenir à Parme. 
Le 31 mai 1064, à la Pentecôte, le concile de Mantoue termina le schisme en déclarant officiellement qu'Alexandre II était le successeur légitime de saint Pierre. Honorius II, cependant, maintint ses revendications sur le trône pontifical jusqu'à sa mort en 1072.